# Hemithyrsocera banvaneuensis
Hemithyrsocera banvaneuensis är en kackerlacksart som först beskrevs av Roth, L. M. 1985.  Hemithyrsocera banvaneuensis ingår i släktet Hemithyrsocera och familjen småkackerlackor.
Artens utbredningsområde är Laos. Inga underarter finns listade i Catalogue of Life.